# Quercus helferiana
Quercus helferiana és una espècie de roure que pertany a la família de les fagàcies i està dins del subgènere Cyclobalanopsis, del gènere Quercus.

## Descripció
Quercus helferiana és un arbre de fins a 20 m d'alçada, amb un tronc de fins a 0,3 m de DAH. Les branques són tomentoses de color marró densament pàl·lides, glabrescents al 3r any. El pecíol 1-2 (-3) cm és tomentós de color marró pàl·lid; el limbe de la fulla és oblong-el·líptic, ovat o el·líptic-lanceolat, 12-15(-22) × 4-8(-9.5) cm, tomentós de color marró densament pàl·lid quan és jove, tomentós de color marró grisenc pàl·lid abaxialment amb l'edat, adaxialment glabrescent excepte la part basal del nervi central, base àmpliament cuneada a arrodonida, marge crenat, àpex acuminat a obtús; nervis secundaris de 9-14 a cada costat del nervi central. Les infructescències fan d'1 a 2 cm; les raquis d'uns 2 mm de gruix, pubescents. Les cúpules són discoides, de 5-10 mm × 1,8-2,5 cm, que tanquen 1/3-1/2 de les glans, a l'exterior són tomentoses de color marró pàl·lid, la paret de 1,2-2 mm de gruix; les bràctees en 8-10 anells i marge denticulat per subsencer. Les glans són oblates, 1-1,6 × 1,5-2,2 cm, de color gris vallós, l'àpex és deprimit, les seves cicatrius fan de 1,2 a 1,4 cm de diàmetre, de plana a còncava a la maduresa. Les flors floreixen entre març i abril i fructifiquen entre octubre i novembre.

## Distribució i hàbitat
Quercus helferiana creix a les províncies xineses de Guangdong, Guangxi, al sud de Guizhou) i al sud i al sud-oest de Yunnan i al nord-est de l'Índia, Laos, Myanmar, nord de Tailàndia i al Vietnam, als boscos entre els 900 i 2000 m.

## Taxonomia
Quercus helferiana va ser descrita per A.DC. i publicat a Prodromus Systematis Naturalis Regni Vegetabilis 16(2): 101. 1864.
Etimologia
Quercus: nom genèric del llatí que designava igualment al roure i a l'alzina.
helferiana: epítet